# Agentur für Beschäftigung und Integration
Die Agentur für Beschäftigung und Integration e. V. (ABI) ist ein Verein, der die Integration von nach Bremerhaven kommenden Ausländern fördern möchte. Der Verein steht seit dem Jahr 2015 im Mittelpunkt von Ermittlungen zum Vorwurf des großangelegten Sozialbetrugs durch den Geschäftsführer Selim Öztürk.

## Arbeit
Der Verein bietet verschiedene Hilfen für Menschen mit Migrationshintergrund an. Dazu gehören auch kostenpflichtige Sozialberatungen.

## Systematischer Sozial-Betrug
Der Leitung des Vereins wird vorgeworfen, systematisch Sozialbetrug betrieben zu haben.
Der Vorsitzende Selim Öztürk soll nach Angaben der Bremer Staatsanwaltschaft in Bulgarien Menschen einer türkischsprachigen Minderheit gezielt für ihre Übersiedlung nach Bremerhaven angeworben haben. Öztürk soll als Geschäftsführer der ABI und des Vereins „Gesellschaft für Familie und Gender Mainstreaming“ Zuwanderern aus der Europäischen Union (EU) fingierte Arbeitsverträge verschafft und ihnen so beim Sozialbetrug geholfen haben.
In den Arbeitsverträgen soll ein derart niedriger Lohn festgelegt worden sein, dass die Zuwanderer Anspruch auf Aufstockungsleistungen des Jobcenter hatten. Von diesem Geld soll Selim Öztürk von den Zuwanderern einen Anteil als „Provision“ eingezogen haben. Pro Fall soll es sich laut Radio Bremen um 100 bis 250 Euro monatlich gehandelt haben. Ermittlungen gegen seinen Sohn Patrick Öztürk in dieser Sache wurden mittlerweile eingestellt.
Der entstandene Schaden wurde in den Prozessen auf zwischen 5,6 und 6,1 Millionen geschätzt.

## Ermittlungen und Prozess
Bis August 2016 wurden in dem Fall über 200 Zeugen vernommen und über 500 Ermittlungsverfahren eingeleitet. 
Im Oktober 2020 begann vor dem Landgericht Bremen ein Verfahren, in welchem der frühere Vorsitzende des Vereins wegen Sozialbetrug in 691 Fällen angeklagt ist. Die Verfahrensdauer wurde mit 36 Verhandlungstagen bis Mitte 2021 angesetzt. Das Urteil wurde am 3. März 2021 gefällt. Der Angeklagte erhielt zwei Jahre auf Bewährung und 7440 Euro Geldstrafe beim größten Sozialhilfebetrug in der Geschichte Bremerhavens.